# Belly to Belly
Belly to Belly es el quinto álbum de estudio de la banda de hard rock estadounidense Warrant. Fue lanzado al mercado el primero de octubre de 1996, a través de CMC International. La batería corrió a cargo de Bobby Borg, quien reemplazó a James Kottak. Es el último disco de estudio de Warrant en contar con el vocalista Jani Lane (en 2001 saldría Under the Influence, también con Lane, pero es un álbum de versiones). En cuanto a sonido, Belly to Belly sigue la senda alternativa e influenciada por el grunge de Ultraphobic, pero con un sonido algo más melódico en general.

## Lista de canciones
1. "In the End (There's Nothing)" - 3:11
2. "Feels Good" - 2:50
3. "Letter to a Friend" - 4:33
4. "A.Y.M." - 2:49
5. "Indian Giver" - 4:54
6. "Falling Down" - 3:56
7. "Interlude # 1" - 0:11
8. "Solid" - 3:13
9. "All 4 U" - 3:39
10. "Coffee House" - 4:37
11. "Interlude # 2" - 0:17
12. "Vertigo" - 2:35
13. "Room With a View" - 2:59
14. "Nobody Else" - 4:13

## Créditos
- Jani Lane - voz
- Erik Turner - guitarra
- Jerry Dixon - bajo
- Rick Steier - guitarra
- Bobby Borg - batería

## Sencillos
- «A.Y.M.»
- «Feels Good»
- «Indian Giver»